# Beta corolliflora
Beta corolliflora là loài thực vật có hoa thuộc họ Dền. Loài này được Zosimovic ex Buttler mô tả khoa học đầu tiên năm 1975.